# جون أندرسون
جون أندرسون (بالإنجليزية: John Anderson)‏ ، من مواليد 7 نوفمبر 1959 ، لاعب كرة قدم إيرلندي سابق.
لعب مع منتخب إيرلندا لكرة القدم.

## روابط خارجية
- جون أندرسون على موقع قاعدة بيانات كرة القدم.إي يو (الإنجليزية)
- جون أندرسون على موقع ناشيونال فوتبول تيمز (الإنجليزية)